# جری فوچس
جری فوچس (انگلیسی: Jerry Fuchs; ۳۱ دسامبر ۱۹۷۴ – ۸ نوامبر ۲۰۰۹) موسیقی‌دان، طراح گرافیک اهل ایالات متحده آمریکا بود. وی بین سال‌های ۱۹۹۷ تا ۲۰۰۹ میلادی فعالیت می‌کرد.